# Episodi di Moonlighting (quinta stagione)
La quinta e ultima stagione della serie televisiva Moonlighting è composta da 13 episodi ed è stata trasmessa negli Stati Uniti dal 6 dicembre 1988 al 14 maggio 1989.
| nº | Titolo originale                                        | Titolo italiano        | Prima TV USA     | Prima TV Italia |
| -- | ------------------------------------------------------- | ---------------------- | ---------------- | --------------- |
| 1  | A Womb With a View                                      | Una visita inaspettata | 6 dicembre 1988  |                 |
| 2  | Between a Yuk and a Hard Place                          | Un errore giudiziario  | 13 dicembre 1988 |                 |
| 3  | The Color of Maddie                                     | Matrimonio lampo       | 20 dicembre 1988 |                 |
| 4  | Plastic Fantastic Lovers                                | L'uomo mascherato      | 10 gennaio 1989  |                 |
| 5  | Shirts and Skins                                        | Nemici in casa         | 17 gennaio 1989  |                 |
| 6  | Take My Wife, For Example                               | Tra moglie e marito    | 7 febbraio 1989  |                 |
| 7  | I See England, I See France, I See Maddie's Netherworld | Caccia al morto        | 14 febbraio 1989 |                 |
| 8  | Those Lips, Those Lies                                  | La ragazza squillo     | 2 aprile 1989    |                 |
| 9  | Perfetc                                                 | Furto perfetto         | 9 aprile 1989    |                 |
| 10 | When Girls Collide                                      | Rivali in amore        | 16 aprile 1989   |                 |
| 11 | In 'N Outlaws                                           | Festa in famiglia      | 23 aprile 1989   |                 |
| 12 | Eine Kleine Nacht Murder                                | La guardia del corpo   | 30 aprile 1989   |                 |
| 13 | Lunar Eclipse                                           | Eclissi di luna        | 14 maggio 1989   |                 |

## Una visita inattesa
- Titolo originale: A Womb With a View
- Diretto da: Jay Daniel
- Scritto da: Glenn Gordon Caron e Charles Eglee

### Trama
Il bambino non ancora nato di Maddie riceve la visita di un angelo che è arrivato per prepararlo alla nascita mostrandogli i suoi genitori e il mondo. Il bambino è turbato dai litigi dei genitori, ma l'angelo gli assicura che si vogliono bene. Quando gli viene mostrato il male del mondo, il bambino dice di non voler nascere, ma l'angelo gli spiega lo scopo della vita. Maddie sta quasi per abortire e l'angelo dice al nascituro che non è destinato a nascere da questi genitori, ma che nascerà in un'altra famiglia, forse in Genitori in blue jeans o in I Robinson.

## Un errore giudiziario
- Titolo originale: Between a Yuk and a Hard Place
- Diretto da: Dennis Dugan
- Scritto da: Kerry Ehrin

## Matrimonio lampo
- Titolo originale: The Color of Maddie
- Diretto da: Artie Mandelberg
- Scritto da: Barbara Hall

## L'uomo mascherato
- Titolo originale: Plastic Fantastic Lovers
- Diretto da: Allan Arkush
- Scritto da: Jerry Stahl

## Nemici in casa
- Titolo originale: Shirts and Skins
- Diretto da: Artie Mandelberg
- Scritto da: Roger Director

## Tra moglie e marito
- Titolo originale: Take My Wife, For Example
- Diretto da: Dennis Dugan
- Scritto da: James Kramer

## Caccia al morto
- Titolo originale: I See England, I See France, I See Maddie's Netherworld
- Diretto da: Paul Krasny
- Scritto da: Chris Ruppenthal

## La ragazza squillo
- Titolo originale: Those Lips, Those Lies
- Diretto da: Dennis Dugan
- Scritto da: James Kramer e Chris Ruppenthal

## Furto perfetto
- Titolo originale: Perfetc
- Diretto da: Gerald Perry Finnerman
- Scritto da: Jeff Reno, Ron Osborn, James Kramer, Chris Ruppenthal e Jerry Stahl

## Rivali in amore
- Titolo originale: When Girls Collide
- Diretto da: Dennis Dugan
- Scritto da: Merrill Markoe e Charles Eglee

## Festa in famiglia
- Titolo originale: In 'N Outlaws
- Diretto da: Christopher Welch
- Scritto da: Marc Abraham

## La guardia del corpo
- Titolo originale: Eine Kleine Nacht Murder
- Diretto da: Jay Daniel
- Scritto da: Barbara Hall

## Eclissi di luna
- Titolo originale: Lunar Eclipse
- Diretto da: Dennis Dugan
- Scritto da: Ron Clark